# Unterseeboot U-137 (1916)
Pour les autres navires du même nom, voir Unterseeboot 137.
L'Unterseeboot U-137 est un sous-marin de type U 127 de la marine impériale allemande pendant la Première Guerre mondiale. Sa construction a été commandée le 27 mai 1916 et sa quille a été posée par Kaiserliche Werft Danzig. Il est lancé le 16 décembre 1916 et mis en service le 8 janvier 1918. Il n’effectue pas de patrouilles de guerre.